# M3/M5 Stuart
L'M3 e l'M5 Stuart furono dei carri armati leggeri prodotti negli Stati Uniti durante la seconda guerra mondiale. Il nome Stuart venne attribuito al mezzo dall'esercito britannico. La designazione ufficiale presso le forze armate statunitensi era quella di Light tank M3 o Light Tank M5. Presso gli equipaggi britannici era conosciuto anche come Honey.

## Sviluppo
Il carro leggero M3 nasce come uno sviluppo del precedente M2 Light Tank. Rispetto al carro che lo precedeva la corazzatura era stata aumentata ed era stato montato un diverso sistema di controllo del rinculo del cannone. La produzione iniziò nel marzo del 1941 e si concluse nell'ottobre del 1943.
Inizialmente l'armamento era simile a quello dell'M2A4 e cioè un cannone da 37 mm in torretta e 5 mitragliatrici: una coassiale al cannone, una nello scudo frontale e le altre tre in postazioni situate a destra e a sinistra dello scafo stesso. Quasi subito però queste ultime furono eliminate per guadagnare spazio interno per l'equipaggio.
Il carro era motorizzato con un motore stellare aeronautico ma altre versioni del mezzo furono dotate di motori diesel o di motori automobilistici montati in serie (Light Tank M5).
Un successivo sviluppo del carro M3 Stuart fu l'M5. Questo veicolo aveva la parte frontale dello scafo realizzata con piastre inclinate ed era dotato di motori Cadillac montati in parallelo e il posto di guida spostato. L'armamento rimase quello dell'M3. La produzione dell'M5 iniziò nel 1942 e si concluse nel 1944 quando entrò in servizio il carro M24 Chaffee.
Lo Stuart venne prodotto in grandissimi numeri, circa 25.000 M3/M5, e dopo la fine del conflitto venne scelto per equipaggiare diversi eserciti che necessitavano di un mezzo economico ed affidabile con il quale equipaggiare le proprie forze corazzate.

## Impiego

### British Army
Il primo impiego operativo dell'M3 avvenne con le forze corazzate britanniche in Nord Africa nel novembre del 1941. Furono circa 170 gli Stuart che parteciparono alla operazione Crusader con risultati insoddisfacenti. Va detto che questi risultati negativi derivavano più dall'impiego tattico e dallo scarso addestramento, rispetto ai carristi tedeschi e italiani, degli equipaggi più che a deficienze intrinseche del mezzo. La critica principale che venne rivolta allo Stuart fu la scarsa potenza di fuoco del cannone da 37 mm che ne costituiva l'armamento principale. Con lo sviluppo avuto dai veicoli corazzati il calibro adottato si rivelava ormai inadeguato. Anche la configurazione interna del mezzo venne criticata ed in particolare a subire critiche fu la torretta che permetteva la presenza di soli due soldati. Alcune unità cercarono di ovviare a questo limite, che spesso significava che il comandante del carro aveva fin troppi compiti da svolgere, provando ad aggiungere un terzo uomo in torretta.
Gli aspetti positivi del mezzo erano dati dalla sua meccanica affidabile, soprattutto rispetto a quelli dei carri armati britannici del periodo, e dalla sua velocità. Fu per queste caratteristiche che gli venne dato il soprannome di Honey.
Come detto, il carro M3 venne inizialmente utilizzato come carro da battaglia, ma a mano a mano che divenivano disponibili i più potenti M4 Sherman, gli Stuart vennero impiegati principalmente per la ricognizione. Diversi esemplari verranno trasformati in Stuart Recce eliminando, per ridurne il peso totale, la torretta in modo da aumentare il raggio di azione e la velocità. Altri M3 furono trasformati in carri comando. In ogni caso gli Stuart, versioni M3A3 e M5, rimasero in servizio con le forze corazzate britanniche fino alla fine del conflitto anche se in numeri limitati rispetto all'U.S. Army.

### Armata Rossa
Alcuni M3 vennero forniti anche all'Armata Rossa. Il giudizio sul mezzo dei carristi russi fu però negativo in quanto scarsamente corazzato e armato, facile ad incendiarsi e dotato di un motore troppo sensibile alla qualità della benzina. Stesso giudizio fu emesso per il successivo M5 che iniziò a venire fornito a partire dal 1943. In ogni caso presso l'Armata Rossa iniziarono a venire ritirati dalla prima linea agli inizi del 1944.

### U.S. Army

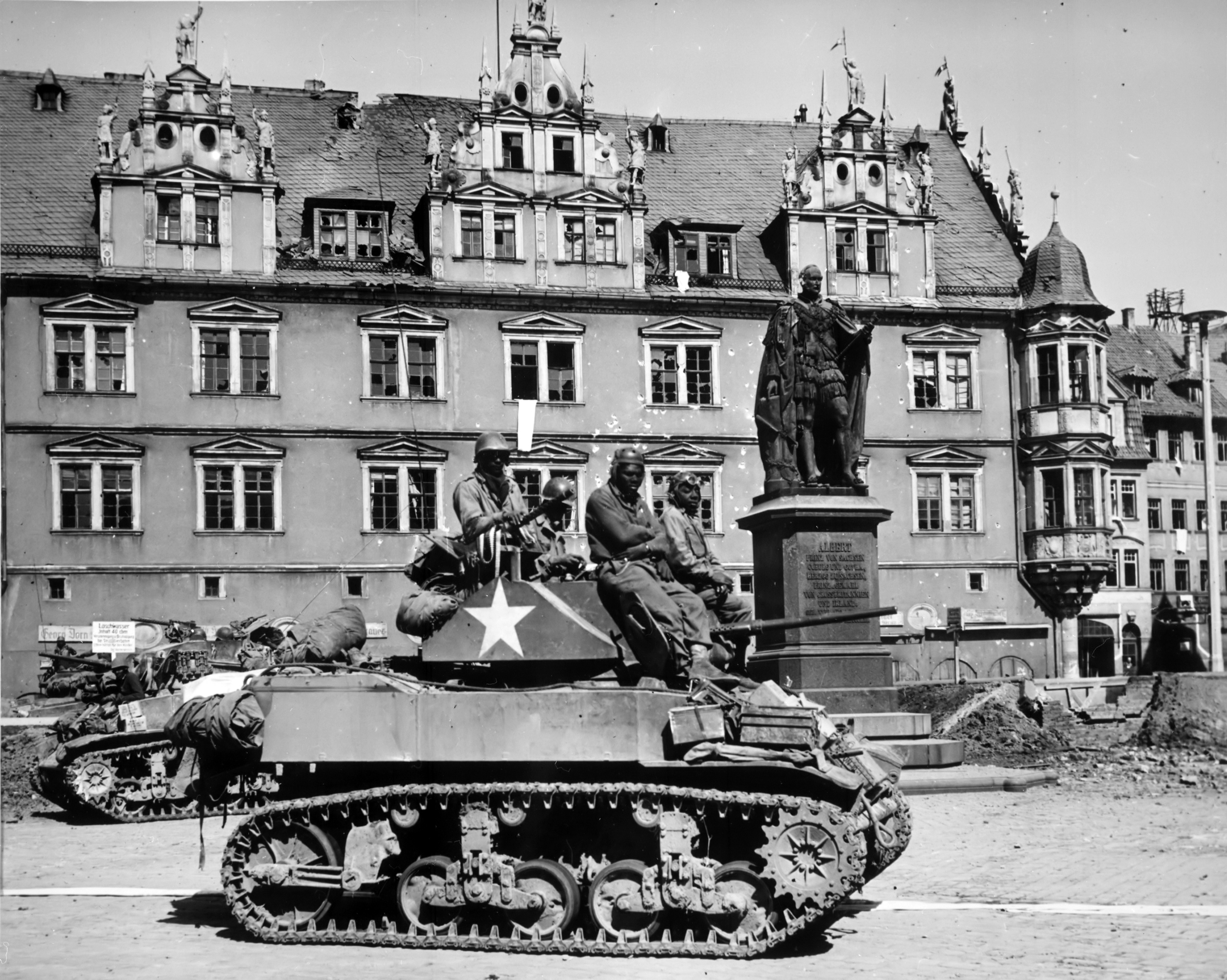
Un carro M5 Stuart presso Coburg (1945)

L'M3 venne impiegato in grandi numeri durante l'operazione Torch, lo sbarco sulla costa algerina e del Marocco, verso la fine del 1942. Su questo teatro operativo gli M3 costituivano la massa delle forze corazzate. Dopo la disastrosa battaglia del passo Kasserine, dove si scontrarono con i carri tedeschi, l'U.S. Army decise di sciogliere i suoi battaglioni di carri leggeri e di inserire una compagnia di questi carri all'interno dei battaglioni di carri medi. Il compito che veniva affidato agli M3, e in seguito agli M5, era quello di fungere da veicoli da ricognizione o di appoggio.
Nel teatro di guerra europeo però l'M3/M5 ebbe sempre un ruolo secondario in quanto non si rivelò in grado di combattere ad armi pari con i carri che vi erano utilizzati.
Nel Pacifico lo Stuart si dimostrò più che adeguato al proprio compito. Le caratteristiche peculiari di questo fronte, relativa rarità di carri armati avversari e di armi controcarro, lo rendevano idoneo a svolgere il ruolo di supporto alla fanteria.
Lo Stuart M5A1 era dotato di una mitragliatrice calibro 30 montata coassialmente al cannone, e l'altra sullo scafo. Un'altra calibro 30. era montata sul fianco destro della torretta su un piedistallo ripiegabile dietro un voluminoso scudo, a volte questa mitragliatrice veniva rimpiazzata con una Browning M2HB Cal 50. la quale aveva maggiore potere d'arresto e capacità penetrante.

### Esercito Italiano
Dopo la fine della guerra l'Esercito Italiano utilizzò lo Stuart, anche per l'addestramento, nelle versioni: M3A3, M5, M5A1 e nelle versioni semovente M8 e carro da ricognizione T8, montando una mitragliatrice da 7,62 mm al posto della 12,7 mm di serie su questa versione.

### Guerra di Indocina
Lo Stuart venne impiegato dall'esercito francese nei primi anni di questo conflitto. Anche qui venne poi sostituito dall'M24.

### Kashmir
Il mezzo venne impiegato nel primo conflitto che nel 1947 vide coinvolti l'India e il Pakistan.

### Angola
Il mezzo venne impiegato negli anni sessanta in Angola dalle truppe Portoghesi.

### Altro
Lo Stuart è rimasto in servizio presso alcune forze armate latino-americane fino al 1996.

## Versioni
- M3 o Stuart I: Prima versione prodotta in 5.811 esemplari
  - M3 o Stuart II: M3 dotati di motore diesel Guiberson
  - M3 (fine produzione) o Stuart Hybrid: M3 dotati di torretta dell'M3A1 ma senza il cesto, cioè della struttura interna che ruotava insieme alla torretta, al suo interno
- M3A1 o Stuart III: Versione dotata di una nuova torretta dotata di cesto ma senza la cupola. Le mitragliatrici dello scafo furono rimosse e il cannone venne dotato di un sistema di girostabilizzazione. Prodotta in 4.621 esemplari
  - M3A1 o Stuart IV: M3A1 dotati di motore diesel Guiberson
- M3A3 o Stuart V: Versione pensata per introdurre nella serie M3 i miglioramenti progettati per il successivo M5. La torretta era dotata di un compartimento posteriore per l'apparecchiatura radio. Lo scafo era realizzato per saldatura e dotato di piastre inclinate nella parte anteriore e sui lati. Prodotto in 3.427 esemplari
- M5 o Stuart VI: Versione con lo scafo riprogettato e molto simile a quello dell'M3A3. Era un buon mezzo, con una meccanica migliorata rispetto al già ottimo M3 e una corazza migliorata e meglio inclinata. Differiva da questo per le piastre laterali che erano verticali e non inclinate. Il compartimento motore era più alto. Era dotato di due motori Cadillac e della torretta della versione M3A1. Realizzato in 2.075 esemplari
- M5A1 o Stuart VII: Carri M5 dotati della torretta della versione M3A3. La M5A1 era la versione più utilizzata dalle unità statunitensi a partire dal 1943. Prodotta in 6.810 esemplari

### Semoventi d'artiglieria
- M8/M8A1 Scott: Semovente d'artiglieria su scafo M5 e poi M5A1. Lo sviluppo del progetto risultò capace di avere una migliore potenza di fuoco, grazie ad un obice da 75 mm M2/M3 invece del solito cannone da 37 mm. Prodotto in 1.778 esemplari
- T18: Semovente d'artiglieria su scafo M3. Doveva essere dotato di un cannone da 75 mm M1A1 montato in una struttura scatolata. Lo sviluppo iniziò nel settembre del 1941 e venne definitivamente cancellato nell'aprile del 1942 in favore dell'M8.
- T56: Semovente d'artiglieria realizzato sullo scafo del carro M3A3 dotato di un cannone 3 inch M1918 da 76 mm. Per realizzare lo spazio per il compartimento del cannone, montato in una sovrastruttura fissa, il motore era stato spostato al centro del mezzo. Il progetto prese l'avvio nel settembre del 1942 e fu definitivamente abbandonato nel febbraio del 1945
- T57: Doveva essere una versione del T56 dotata del motore Continental del carro medio M3 Lee/Grant. Ogni sviluppo venne abbandonato nel febbraio del 1943
- T82: Semovente d'artiglieria su scafo M5A1. Doveva essere dotato di un obice da 105 mm M3. Cancellato nel 1945

### Porta mortai
- T27/T27E1:Doveva essere un carro M5A1 dotato di una sovrastruttura al posto della torretta. All'interno di questa struttura trovava posto un mortaio da M1 da 81 mm. Per la difesa ravvicinata e antiaerea il mezzo disponeva di una mitragliatrice Browning M2HB da 12,7 mm. Lo sviluppo venne abbandonato nel 1944 a causa dello scarso spazio disponibile per i serventi e il mortaio
- T29: Simile al T27 ma con un mortaio M2 da 107 mm. Progetto abbandonato per le stesse ragioni che portarono alla cancellazione del T27
- T81: Doveva essere un carro M5A1 dotato di mortaio chimico da 107 mm

### Semoventi contraerei
- M3 con affusto Maxson: Versione semovente antiaereo sviluppata nel 1942. Doveva essere armata con quattro mitragliatrici Browning M2HB da 12,7 mm montate su un affusto M45 Quadmount della Maxons. Il progetto venne cancellato in quanto era divenuto disponibile il semovente M16 MGMC su scafo M3 Half-track.
- T65: Versione dotata del cannone Bofors 40 mm che doveva essere montato su uno scafo allungato del carro M5A1. Venne ordinato per la produzione come M19 Gun Motor Carrier ma su scafo M24.
- T85: Versione con lo scafo del T65 ma armata con un cannone da 20 mm Oerlikon.

### Altri impieghi
In generale le versioni comando del carro M3/M5 avevano la torretta sostituita da una piccola sovrastruttura armata con una mitragliatrice da 12,7 mm.
- T8: Versione da ricognizione su scafo M5. La torretta era stata rimossa ed era stato aggiunto un supporto per una mitragliatrice Browning M2HB da 12,7 mm
- M3 Carro sminatore: Versione realizzata su scafo M3 sul quale era montato un sistema di sminamento T2. Lo sviluppo cominciò nel 1942 ma non venne accettata dalle forze armate
- M3/M3A1 Satan: Carri M3 ed M3A1 dotati di lanciafiamme Ronson al posto del cannone principale. Venti carri convertiti nel 1943 per l'U.S. Marine Corps
- M3A1 con lanciafiamme E5R2-M3: Carro M3A1 dotato di lanciafiamme E5R2-M3 installato nello scafo al posto della mitragliatrice
- M5A1 con lanciafiamme E5R1-M3: Carro M3A1 dotato di lanciafiamme E5R1-M3 installato nello scafo al posto della mitragliatrice
- M5A1 con lanciafiamme E7-7: Carro M5A1 dotato di lanciafiamme E7-7 montato al posto del cannone da 37 mm
- M5A1 con lanciafiamme E9-9: Come la precedente ma con lanciafiamme E9-9. Rimasta allo stadio di prototipo
- M5A1 con lanciafiamme E8: Carro M5A1 con la torretta rimpiazzata da una struttura scatolata. Il lanciafiamme era montato in una piccola torretta realizzata sopra questa struttura. Versione rimasta allo stadio di prototipo
- M5 Dozer: Versione con lama apripista. Solitamente la torretta veniva rimossa
- M5 con lanciarazzi T-39: carro M5 con montato sopra la torretta il sistema lanciarazzi T-39 che disponeva di 20 razzi da 7,2 in (18 cm). Versione mai prodotta

### Versioni Britanniche
Versioni realizzate esclusivamente dalle forze armate britanniche:
- Stuart Kangaroo: Versione Kangaroo dello Stuart trasporto truppe corazzato senza torretta e con sedili aggiuntivi
- Stuart Command: Veicolo da ricognizione su scafo Stuart ma senza torretta
- Stuart Artillery Tractor: Versione trattore d'artiglieria per il traino del cannone Ordnance QF 17 lb da 76,2 mm

### Versioni Brasiliane
Nel 1970 la società Bernardini venne incaricata dalle forze armate brasiliane di effettuare una ampia serie di aggiornamenti allo Stuart. Ne risultarono le seguenti versioni:
- X1A: Versione ampiamente rivista dell'M3A1. Venne montato un nuovo motore diesel Saab-Scania da 280 hp e furono migliorate le sospensioni. Lo scafo del carro fu dotato di una nuova parte superiore. Nuovi erano anche la torretta, il sistema di controllo del fuoco e l'armamento principale costituito da un cannone DEFA da 90 mm. Ottanta i carri trasformati
- X1A1: Simile al precedente X1A con sospensioni ulteriormente migliorate e treno di rotolamento su tre ruote al posto delle due precedenti. Anche la ruota motrice venne alzata. Versione mai prodotta
- X1A2: Basato sulla versione X1A1. Era una versione completamente rinnovata. Lo scafo era stato riprogettato, il peso del veicolo era ora di 19 t. L'equipaggio era di tre soldati. Il motore era un Saab-Scania diesel da 300 hp mentre era armata con il cannone da 90 mm DEFA. Tra il 1979 e il 1983 verranno portati a questo standard trenta veicoli.